# 22410 Grinspoon
22410 Grinspoon este o planetă minoră (asteroid) din centura de asteroizi. A fost descoperită pe 29 septembrie 1995 la Observatorul Național Kitt Peak de Spacewatch. 
Obiectul prezintă o orbită caracterizată de o semiaxă mare de 2,5686258 UAi, o excentricitate de 0,02, o înclinație de 3,53094 ° în raport cu ecliptica.